# Терсакан
Терсакан (Терисакан) (на казахски: Терісаққан; на руски: Терсаккан, Терисаккан) е река Казахстан (Карагандинска, Костанайска и Акмолинска област), ляв приток на Ишим (ляв приток на Иртиш). Дължина 334 km. Площ на водосборния басейн 19 500 km².
Река Терсакан води началото си от източните склонове на планинския масив Улутау (западната част на Казахската хълмиста земя), на около 700 m н.в. Тече предимно в северна посока през западните части на Казахската хълмиста земя. Влива се отляво в река Ишим (ляв приток на Иртиш), на 246 m н.в., на 3,5 km югозападно от село Казгородок, Акмолинска област. Основни притоци: леви – Улжан, Бала-Терсакан, Шабдар; десни – Шалаксай, Босагаозек, Ашчълъ, Кокпектъ, Кайрактъ. Има предимно снежно подхранване, с ясно изразено пролетно пълноводие, когато преминава над 90% от годишния отток. През лятото в горното течение пресъхва. Среден годишен отток при село Балталъ, на около 40 km от устието 8,97 m³/sec, максимален 52,7 m³/sec. Замръзва през ноември, а се размразява в средата на април. В някои сурови зими замръзва до дъно. По течението ѝ са разположени 11 малки села.